# Tapacul dels bambús
El tapacul dels bambús (Psilorhamphus guttatus) és una espècie d'ocell de la família dels rinocríptids (Rhinocryptidae) i única espècie del gènere Psilorhamphus Sclater, PL, 1855.

## Hàbitat i distribució
Habita les espesures de bambú i vegetació secundària del sud-est del Brasil i nord-est de l'Argentina.